# (5377) Komori
(5377) Komori (1991 FM) – planetoida z pasa głównego asteroid okrążająca Słońce w ciągu 3,24 lat w średniej odległości 2,19 j.a. Odkryta 17 marca 1991 roku.